# Aphyssura therribriana
Aphyssura therribriana är en tvåvingeart som beskrevs av Norris 1999. Aphyssura therribriana ingår i släktet Aphyssura och familjen spyflugor. Inga underarter finns listade i Catalogue of Life.